# Club Deportivo O'Higgins
L'O'Higgins Fútbol Club è una società calcistica cilena, con sede a Rancagua. Milita nella Primera División, la massima serie del campionato cileno.

## Storia
Fondato nel 1955, ha vinto per la prima volta il titolo nazionale nel 2013. Il club deve il suo nome a Bernardo O'Higgins, eroe nazionale dell'indipendenza cilena.

## Colori e simboli

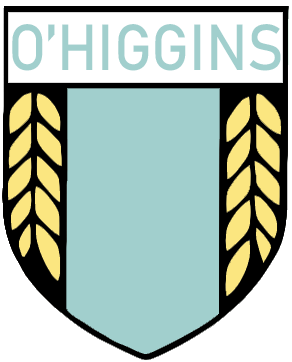
Primo logo del club nel 1955.

L'attuale stemma del club è una fenice sopra un pentagono con i colori bianco, giallo e verde. I colori ricordano rispettivamente i colori dei club dell'Instituto O'Higgins, dell'América de Rancagua e dell'O'Higgins Braden. Molti rancaguani affermano che la fenice rappresenta la storica città cilena, nella quale il padre fondatore ed eroe del paese, Bernardo O'Higgins, guidò il suo esercito per vincere la battaglia di Rancagua contro la Spagna, sottolineando che il nome del club è in onore di lui.
Gli attuali colori della divisa da trasferta del club sono azzurro e bianco, mentre i tradizionali colori da trasferta sono il giallo in onore dell'America, ma negli ultimi anni le divise da trasferta sono state bianche e nere. Nel Campeonato Nacional 2010, O'Higgins ha indossato l'ex divisa di O'Higgins Braden come maglia da trasferta.
Un fatto insolito è stato che nella finale di andata del Torneo de Apertura 2012 in casa contro l'Universidad de Chile, la squadra ha giocato con i colori della divisa da trasferta a Rancagua, la città in cui ha sede la squadra.
L'attuale divisa home del club è composta da una maglia azzurra, pantaloncini e calzettoni neri. Il kit è prodotto da Joma e lo sponsor principale è LatamWin.

## Strutture

### Stadio

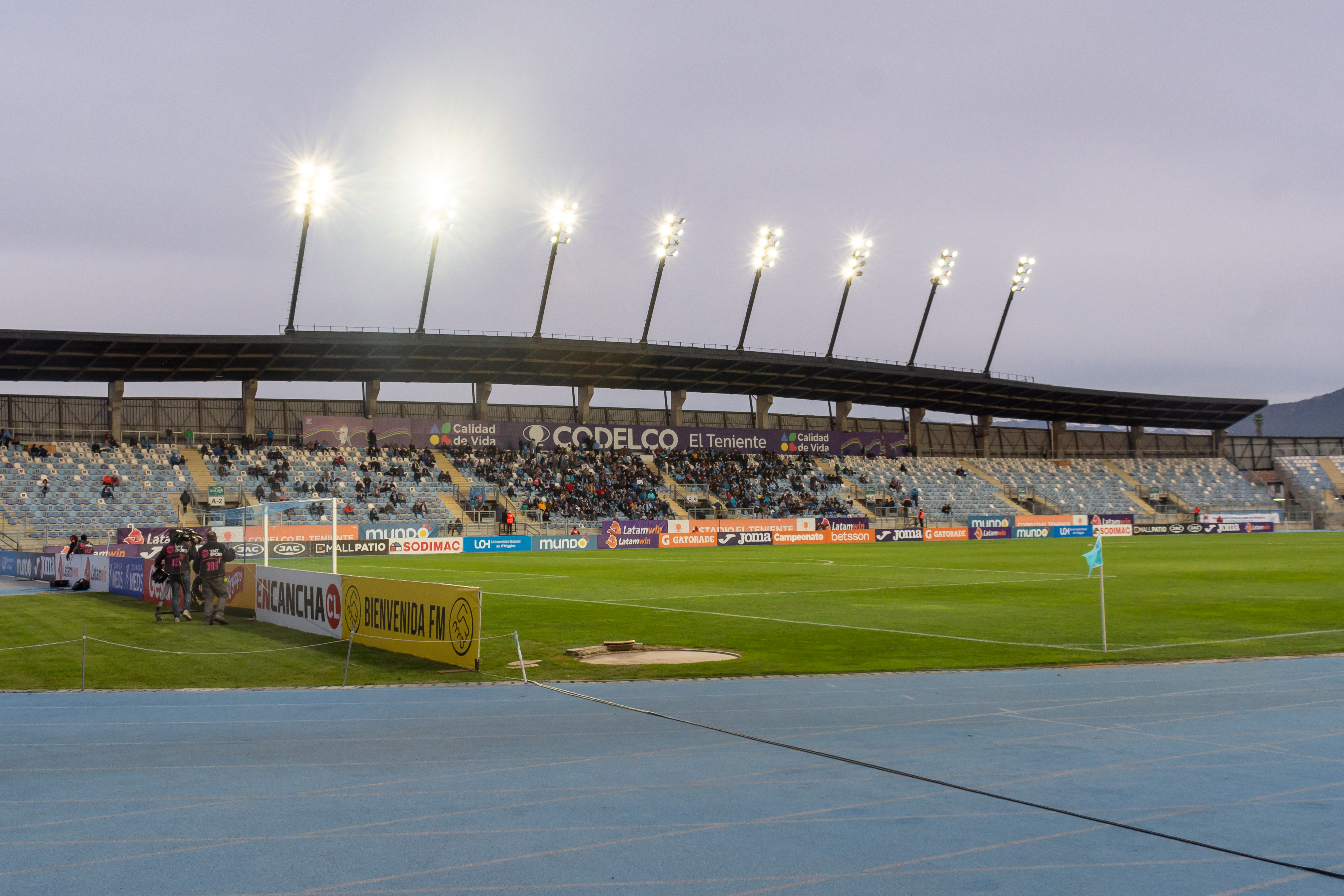
Estadio El Teniente

Lo stadio di casa del club è l'Estadio El Teniente, costruito nel settembre 1945 e situato a Rancagua, chiamato Braden Copper Company Stadium, perché quella società era proprietaria dello stadio. La prima partita professionistica fu durante il torneo Primera División del 1955, in una partita che O'Higgins vinse 3–2 contro il Ferrobádminton.
Nel 1960, dopo il terremoto di Valdivia di magnitudo 9.5 che distrusse le sedi originarie della Coppa del Mondo FIFA 1962, la delegazione cilena progettò come sede la città di Rancagua, dopo il rifiuto di Valparaíso e Antofagasta. La prima partita internazionale fu tra Argentina e Bulgaria, dove con un gol di Héctor Facundo, i sudamericani sconfissero gli europei il 30 maggio. El Teniente è stato lo stadio di casa di tutte le partite del Gruppo D e di una partita dei quarti di finale tra Germania Ovest e Jugoslavia.
Il governo del Cile acquisì il 51% delle azioni della statunitense Braden Copper Company nel 1967, nell'ambito del processo di nazionalizzazione del rame, culminato quattro anni dopo, diventando proprietà della Codelco Chile, ribattezzata con l'attuale nome di Parque El Teniente, in riferimento alla miniera situata in località Machalí.
Un nuovo stadio con una capacità di 14.087 persone è stato confermato dal proprietario del club Ricardo Abumohor nel 2013 e il vecchio stadio è stato demolito nel 2014.

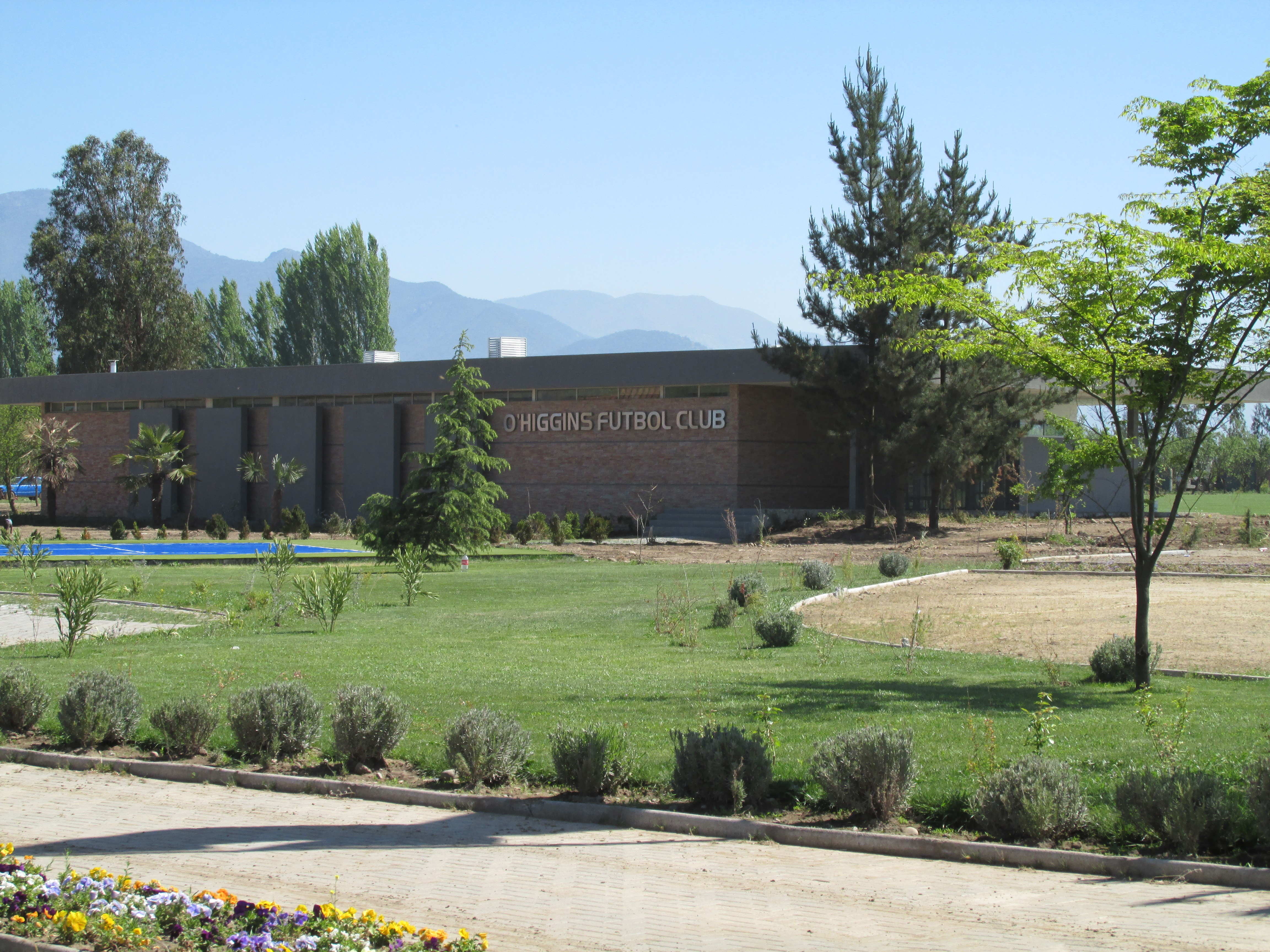
Monasterio Celeste.

Il nuovo stadio è stato inaugurato l'8 aprile 2014. Nella partita inaugurale, O'Higgins ha giocato contro il Lanús per la sesta settimana della Coppa Libertadores 2014. Il risultato finale è stato 0-0, segnando l'eliminazione del club dalla competizione, perché aveva bisogno di una vittoria per passare al turno successivo. Nel 2015 ha ospitato due partite della fase a gironi della Copa América 2015.

### Centro di allenamento
Le strutture per gli allenamenti del club si chiamano Monasterio Celeste, situato alla periferia di Rancagua, esattamente a Requínoa. Sostituisce il vecchio complesso La Gamboína, che fino al 2014 è stato il campo di allenamento del club.
Il complesso è composto da sette campi in erba naturale, un mini-stadio in erba artificiale e un hotel con strutture per la squadra. Il complesso è stato terminato nel 2014, ma O'Higgins si è allenato lì per la prima volta il 4 gennaio 2013. Era il complesso ospitante della squadra nazionale per la Copa América 2015.

## Palmarès

### Competizioni nazionali
- Campionato cileno: 1

Apertura 2013
- Supercopa de Chile: 1

2014
- Primera B: 2

1954, 1964

### Competizioni giovanili
- Milk Cup: 1

2016 (Under-16)

### Altri piazzamenti
- Campionato cileno:

Secondo posto: 1994, Apertura 2012
Terzo posto: Clausura 2014, Clausura 2016
- Copa Chile:

Finalista: 1983, 1994
Semifinalista: 1962, 1989, 1990, 1991
- Primera B:

Secondo posto: 1976, 1986, 1998
- Coppa Libertadores:

Semifinalista: 1980

## Organico

### Rosa attuale
Le squadre cilene sono limitate dall'ANFP ad avere nel proprio roster un massimo di cinque giocatori stranieri. Le regole dell'ANFP dicono anche che il numero di magliette non può superare il numero di giocatori registrati. A partire dalla stagione 2023, tutte le squadre cilene devono aver incluso nella formazione almeno un giocatore cileno nato a partire dal 1º gennaio 2002, più che i giocatori delle giovanili giochino almeno 1890 minuti.

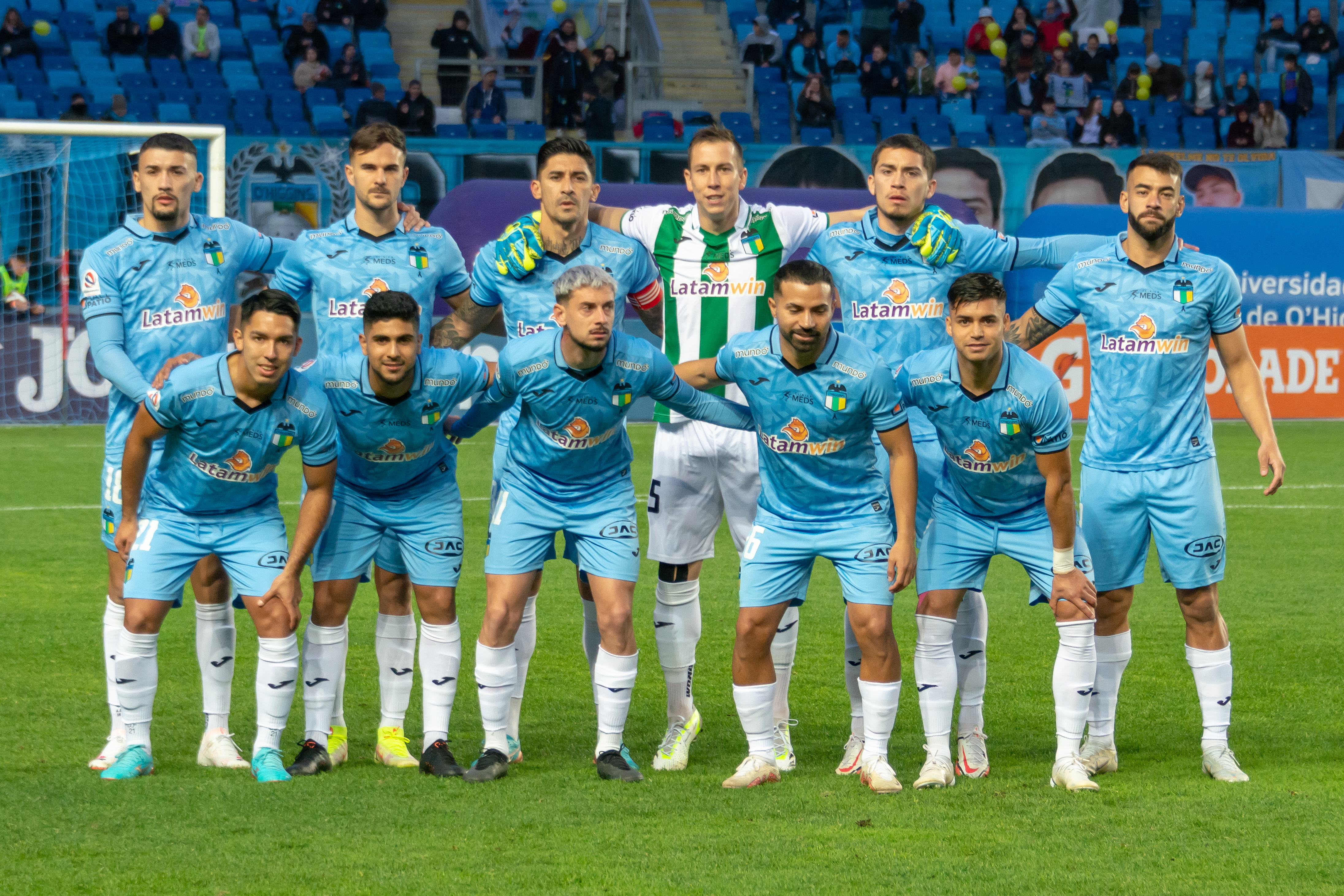
La formazione titolare di O'Higgins contro Ñublense per il Campeonato Nacional 2023.

Di seguito la rosa di O'Higgins aggiornata al 18 dicembre 2023.
| N. |                      | Ruolo | Calciatore         |
| -- | -------------------- | ----- | ------------------ |
|    | Cile (bandiera)      | P     | Diego Carreño      |
|    | Cile (bandiera)      | C     | Cristóbal Castillo |
|    | Cile (bandiera)      | D     | Diego González     |
|    | Cile (bandiera)      | D     | Juan Fuentes       |
|    | Cile (bandiera)      | D     | Fabián Hormazábal  |
| 8  | Argentina (bandiera) | C     | Carlos Auzqui      |
|    | Argentina (bandiera) | A     | Brian Blando       |
|    | Cile (bandiera)      | C     | Camilo Moya        |
|    | Cile (bandiera)      | A     | Esteban Moreira    |
|    | Cile (bandiera)      | D     | Ronald Guzmán      |

| N. |                 | Ruolo | Calciatore       |
| -- | --------------- | ----- | ---------------- |
|    | Cile (bandiera) | D     | Moisés González  |
|    | Cile (bandiera) | A     | Arnaldo Castillo |
|    | Cile (bandiera) | A     | Matías Belmar    |
|    | Cile (bandiera) | C     | Martín Maturana  |
|    | Cile (bandiera) | D     | Brian Torrealba  |
|    | Cile (bandiera) | C     | Bryan Rabello    |
|    | Cile (bandiera) | C     | Alberto Letelier |
|    | Cile (bandiera) | D     | Antonio Díaz     |
|    | Cile (bandiera) | P     | Nicolás Peranic  |

#### Giocatori con cittadinanza multipla
- Arnaldo Castillo
- Nicolás Peranic

## Giocatori celebri
- Guillermo Carreño
- Enrique Enoch
- Daniel González
- Osmán Huerta
- Marcelo Jara
- Waldemar Méndez
- Leonardo Montenegro
- Marcos Millape
- Diego Olate
- Fernando Osorio
- Benjamín Ruíz
- Antonio Valjalo
- Ricardo Viveros
- Lucas Acosta
- Fernando Calcaterra
- Hugo Carballo
- Rubí Cerioni
- Ariel Cozzoni
- Jorge Díaz
- Nicolás Diez
- Antonio Gauna
- Luis Giribet
- Miguel Ángel Laino
- Miguel Ángel Leyes
- Miguel Ángel Rugilo
- Darío Scatolaro
- Eduardo Texeira
- Jorge Rivera
- Guillermo Almada
- Danilo Baltierra
- Enrique Ferraro
- Leandro Sosa
- Johnny Ashwell
- Néstor Bareiro
- Alcidio Fleitas
- Roberto Gamarra